# Скайлайн-В'ю (Пенсільванія)
Скайлайн-В'ю (англ. Skyline View) — переписна місцевість (CDP) в США, в окрузі Дофін штату Пенсільванія. Населення — 4410 осіб (2020).

## Географія
Скайлайн-В'ю розташований за координатами 40°20′15″ пн. ш. 76°43′32″ зх. д. / 40.33750° пн. ш. 76.72556° зх. д. (40.337630, -76.725559).  За даними Бюро перепису населення США в 2010 році переписна місцевість мала площу 6,93 км², уся площа — суходіл.

## Демографія
Згідно з переписом 2010 року, у переписній місцевості мешкали 4003 особи в 1650 домогосподарствах у складі 1229 родин. Густота населення становила 578 осіб/км².  Було 1725 помешкань (249/км²).
Расовий склад населення:
| - 92,2 % — білих - 2,8 % — азіатів - 2,4 % — чорних або афроамериканців - 0,2 % — корінних американців |

До двох чи більше рас належало 1,8 %. Частка іспаномовних становила 2,1 % від усіх жителів.
За віковим діапазоном населення розподілялося таким чином: 20,3 % — особи молодші 18 років, 63,4 % — особи у віці 18—64 років, 16,3 % — особи у віці 65 років та старші. Медіана віку мешканця становила 43,8 року. На 100 осіб жіночої статі у переписній місцевості припадало 94,7 чоловіків;  на 100 жінок у віці від 18 років та старших — 89,6 чоловіків також старших 18 років.
Середній дохід на одне домашнє господарство  становив 96 382 долари США (медіана — 84 955), а середній дохід на одну сім'ю — 110 438 доларів (медіана — 99 329). За межею бідності перебувало 3,0 % осіб, у тому числі 0,0 % дітей у віці до 18 років та 3,9 % осіб у віці 65 років та старших.
Цивільне працевлаштоване населення становило 2044 особи. Основні галузі зайнятості: освіта, охорона здоров'я та соціальна допомога — 23,7 %, науковці, спеціалісти, менеджери — 16,0 %, роздрібна торгівля — 13,1 %, виробництво — 10,9 %.